# 包明德
包明德（1945年11月—），男，蒙古族，中华人民共和国政治人物，中国社会科学院文学研究所、民族文学研究所联合党委原书记，第十一届全国政协委员。
2008年，当选第十一届全国政协委员，代表社会科学界，分入第三十二组。并担任提案委员会专委。